# Elatostema philippinense
Elatostema philippinense là loài thực vật có hoa trong họ Tầm ma. Loài này được Elmer mô tả khoa học đầu tiên năm 1910.